# Amaranthus buchtienianus
Amaranthus buchtienianus är en amarantväxtart som beskrevs av Albert Thellung. Amaranthus buchtienianus ingår i släktet amaranter, och familjen amarantväxter. Inga underarter finns listade i Catalogue of Life.